# Calesia stigmoleuca
Calesia dasypterus là một loài bướm đêm trong họ Erebidae.